# Michael Rennie
Michael Rennie, pseudonimo di Eric Alexander Rennie (Bradford, 25 agosto 1909 – Harrogate, 10 giugno 1971), è stato un attore britannico.
È noto in particolare per aver interpretato l'alieno Klaatu nel celebre film di fantascienza del 1951 Ultimatum alla Terra, diretto da Robert Wise.

## Biografia

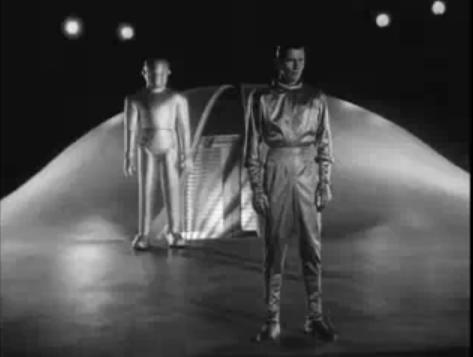
Michael Rennie nei panni di Klaatu nel film Ultimatum alla Terra (1951)

Prima di dedicarsi alla carriera artistica, Michael Rennie aveva fatto il venditore di automobili e il dirigente in una fabbrica. L'incontro con il direttore di cast della Gaumont gli fece ottenere un impiego come controfigura di Robert Young nel film Amore e mistero (1936).
Dalla seconda metà degli anni trenta partecipò a decine di film, spesso senza essere accreditato e per un certo periodo lavorò in teatro per affinare la propria tecnica di recitazione. Nel 1941 ebbe una parte di rilievo in Ships with Wings e raggiunse una certa fama con il film I'll Be Your Sweethearts (1945) e La bella avventuriera (1945), entrambi interpretati al fianco di Margaret Lockwood. Nello stesso anno interpretò il ruolo di un centurione in Cesare e Cleopatra di Gabriel Pascal.
Trasferitosi a Hollywood all'inizio degli anni cinquanta, gli venne affidata la parte di Klaatu, l'alieno evoluto protagonista di Ultimatum alla Terra (1951), il classico della fantascienza diretto da Robert Wise che ebbe un enorme successo di cassetta e si distinse dalla maggior parte dei film fantascientifici dell'epoca per l'accuratezza della confezione e per l'efficacia con cui riuscì a trasmettere al pubblico un messaggio di ammonimento all'umanità affinché ponesse un freno alle sue tendenze aggressive. Rennie, con la sua alta statura e il suo volto dai lineamenti severi e affilati, diede un'interpretazione di grande intelligenza e fascino del misterioso Klaatu che, sotto sembianze umane, si nasconde in una pensione e fa amicizia con un ragazzino e sua madre (Patricia Neal).
La carriera americana di Rennie proseguì con ruoli di rilievo nei più svariati generi di pellicole, dal dramma letterario I miserabili (1952), in cui interpretò il ruolo di Jean Valjean, all'avventura di ambientazione coloniale La carica dei Kyber (1953), ai drammi biblici come La tunica (1953), nel ruolo dell'apostolo Pietro e I gladiatori (1954), fino al film storico in costume Désirée (1954), in cui impersonò il maresciallo francese Jean-Baptiste Jules Bernadotte.
Tornato nel Regno Unito ormai famoso, ebbe la parte di Harry Lime nella serie televisiva Il terzo uomo e quella del capitano John Winter nel film d'avventura La sfida del terzo uomo (1959) di Ken Annakin. Nell'ultima parte della sua carriera, Rennie continuò a spaziare nei più diversi generi di film, dal fantascientifico Mondo perduto (1961) di Irwin Allen, alla commedia Intrighi al Grand Hotel (1967) di Richard Quine, al film d'azione Bersaglio mobile (1967) di Sergio Corbucci, all'avventura bellica La brigata del diavolo (1968) di Andrew V. McLaglen, nel ruolo del generale statunitense Mark Clark. Tra le sue apparizioni televisive, da ricordare quelle nel ruolo di Sandman nella serie Batman (1966), e del perfido capo degli alieni nella serie Gli invasori (1967).

## Filmografia

### Attore

#### Cinema
- Amore e mistero (Secret Agent), regia di Alfred Hitchcock (1936) - non accreditato
- L'uomo dei miracoli (The Man Who Could Work Miracles), regia di Lothar Mendes (1936) - non accreditato
- La conquista dell'aria (Conquest of the Air), regia di Alexander Esway e Zoltán Korda (1936) - non accreditato
- Gypsy, regia di Roy William Neill (1937) - non accreditato
- La ballerina dei gangsters (Gangway), regia di Sonnie Hale (1937)
- Il delatore (The Squeaker), regia di William K. Howard (1937) - non accreditato
- L'avventura di Lady X (The Divorce of Lady X), regia di Tim Whelan (1938) - non accreditato
- Fiamme di passione (Bank Holiday), regia di Carol Reed (1938) - non accreditato
- This Man in Paris, regia di David MacDonald (1940) - non accreditato
- The Briggs Family, regia di Herbert Mason (1940) - non accreditato
- Il ricattatore (The Patient Vanishes), regia di Lawrence Huntington (1941)
- Turned Out Nice Again, regia di Marcel Varnel (1941) - non accreditato
- Dangerous Moonlight, regia di Brian Desmond Hurst (1941)
- La Primula Smith (Pimpernel Smith), regia di Leslie Howard (1941) - non accreditato
- Tower of Terror, regia di Lawrence Huntington (1941)
- Ships with Wings, regia di Sergei Nolbandov (1941)
- The Big Blockade, regia di Charles Frend (1942)
- Sarai il mio amore (I'll Be Your Sweetheart), regia di Val Guest (1945)
- La bella avventuriera (The Wicked Lady), regia di Leslie Arliss (1945)
- Cesare e Cleopatra (Caesar and Cleopatra), regia di Gabriel Pascal (1945)
- Fiamme del destino (Root of All Evil), regia di Block Williams (1947)
- White Cradle Inn, regia di Harold French (1947)
- Idolo di Parigi (Idol of Paris), regia di Leslie Arliss (1948)
- Uneasy Terms, regia di Vernon Sewell (1948)
- La madonnina d'oro (The Golden Madonna), regia di Luigi Carpentieri (1949)
- Miss Pilgrim's Progress, regia di Val Guest (1950)
- Trio, regia di Ken Annakin e Harold French (1950)
- La rosa nera (The Black Rose), regia di Henry Hathaway (1950)
- La penna rossa (The 13th Letter), regia di Otto Preminger (1951)
- Ultimatum alla Terra (The Day the Earth Stood Still), regia di Robert Wise (1951) - Klaatu
- La grande passione (The House in the Square), regia di Roy Ward Baker (1951)
- Telefonata a tre mogli (Phone Call from a Stranger), regia di Jean Negulesco (1952)
- Operazione Cicero (5 Fingers), regia di Joseph L. Mankiewicz (1952)
- I miserabili (Les Miserables), regia di Lewis Milestone (1952) - Jean Valjean
- Marinai del re (Single-Handed), regia di Roy Boulting (1953)
- Traversata pericolosa (Dangerous Crossing), regia di Joseph M. Newman (1953)
- La tunica (The Robe), regia di Henry Koster (1953) -  Pietro
- La carica dei Kyber (King of the Khyber Rifles), regia di Henry King (1953)
- La principessa del Nilo (Princess of the Nile), regia di Harmon Jones (1954)
- I gladiatori (Demetrius and the Gladiators), regia di Delmer Daves (1954)
- Mambo, regia di Robert Rossen (1954)
- Désirée, regia di Henry Koster (1954) - Jean-Baptiste Jules Bernadotte
- L'avventuriero di Hong Kong (Soldier of Fortune), regia di Edward Dmytryk (1955)
- Le sette città d'oro (Seven Cities of Gold), regia di Robert D. Webb (1955)
- Le piogge di Ranchipur (The Rains of Ranchipur), regia di Jean Negulesco (1955)
- Gioventù ribelle (Teenage Rebel), regia di Edmund Goulding (1956)
- L'isola nel sole (Island in the Sun), regia di Robert Rossen (1957)
- Le avventure e gli amori di Omar Khayyam (Omar Khayyam) , regia di William Dieterle (1957)
- La battaglia del V-1 (Battle of the V-1), regia di Vernon Sewell (1958)
- La sfida del terzo uomo (Third Man on the Mountain), regia di Ken Annakin (1959)
- Mondo perduto (The Lost World), regia di Irwin Allen (1960)
- Te la senti stasera? (Mary, Mary), regia di Mervyn LeRoy (1963)
- El Tigre (Ride Beyond Vengeance), regia di Bernard McEveety (1966)
- Cyborg anno 2087 - Metà uomo, metà macchina... programmato per uccidere (Cyborg 2087), regia di Franklin Adreon (1966)
- Intrighi al Grand Hotel (Hotel), regia di Richard Quine (1967)
- Bersaglio mobile, regia di Sergio Corbucci (1967)
- Scacco internazionale, regia di Giuseppe Rosati (1968)
- Nude... si muore (Naked... You Die), regia di Antonio Margheriti (1968)
- La forza invisibile (The Power), regia di Byron Haskin (1968)
- La brigata del diavolo (The Devil's Brigade), regia di Andrew V. McLaglen (1968)
- Giugno '44 - Sbarcheremo in Normandia, regia di León Klimovsky (1968)
- Subterfuge, regia di Peter Graham Scott (1968)
- La battaglia di El Alamein, regia di Giorgio Ferroni (1969)
- Fino allo spasimo (Surabaya Conspiracy), regia di Wray Davis (1969)
- Operazione terrore (Los monstruos del terror), regia di Tulio Demicheli (1969)

#### Televisione
- Climax! – serie TV, 9 episodi (1955-1958)
- Pursuit – serie TV, episodio 1x07 (1958)
- Alfred Hitchcock presenta (Alfred Hitchcock Presents) – serie TV, episodi 3x24-7x13 (1958-1962)
- The Americans – serie TV, episodio 1x02 (1961)
- The Dick Powell Show – serie TV, episodi 1x13-2x15 (1961-1963)
- L'ora di Hitchcock (The Alfred Hitchcock Hour) – serie TV, episodio 1x25 (1963)
- Il virginiano (The Virginian) – serie TV, episodio 1x22 (1963)
- La grande avventura (The Great Adventure) – serie TV, episodio 1x08 (1963)
- Bonanza – serie TV, episodio 6x23 (1965)
- Branded – serie TV, episodio 2x07 (1965)
- Kronos - Sfida al passato (The Time Tunnel) – serie TV, episodio 1x01 (1966)
- Batman – serie TV, 2 episodi (1966) - Sandman
- Codice Gerico (Jericho) – serie TV, episodio 1x11 (1966)
- Hondo – serie TV, episodi 1x01-1x02 (1967)
- Le spie (I Spy) – serie TV, episodio 3x03 (1967)
- Gli invasori (The Invaders) – serie TV, episodi 1x10-2x09-2x10 (1967)
- Iron Horse – serie TV, episodio 1x24 (1967)
- The Danny Thomas Hour – serie TV, episodio 1x07 (1967)

## Doppiatore
- Rommel, la volpe del deserto (The Desert Fox: The Story of Rommel), regia di Henry Hathaway (1951) (voce narrante)
- L'ultima freccia (Pony Soldier), regia di Joseph M. Newman (1952) (voce narrante)
- Titanic, regia di Jean Negulesco (1953) (voce narrante)
- I topi del deserto (The Desert Rats), regia di Robert Wise (1953) (voce narrante)
- Il principe coraggioso (Prince Valiant), regia di Henry Hathaway (1954) (voce narrante)
- The 20th Century-Fox Hour, episodio Cavalcade (1955) - serie TV (voce narrante)

## Doppiatori italiani
- Emilio Cigoli in La bella avventuriera, Ultimatum alla Terra, Telefonata a tre mogli, Operazione Cicero, I miserabili, Marinai del re, Traversata pericolosa, La carica dei Kyber, La principessa del Nilo, I gladiatori, Le sette città d'oro, Gioventù ribelle, Le avventure e gli amori di Omar Khayyam, La sfida del terzo uomo, Mondo perduto, Il lungo silenzio, Intrighi al Grand Hotel
- Mario Pisu in Désirée, L'avventuriero di Hong Kong, Le piogge di Ranchipur, L'isola nel sole
- Bruno Persa in Il ricattatore, Bersaglio mobile
- Giorgio Piazza in Cyborg anno 2087 - Metà uomo, metà macchina... programmato per uccidere, Nude... si muore
- Giorgio Capecchi in La tunica
- Giulio Panicali in Mambo
- Carlo D'Angelo in La brigata del diavolo
- Michele Kalamera in La battaglia di El Alamein

Da doppiatore è sostituito da:
- Manlio Busoni in L'ultima freccia, Titanic, I topi del deserto
- Emilio Cigoli in Rommel, la volpe del deserto
- Renato Turi in Il principe coraggioso

## Bibliografie
- AA.VV., Il chi è del cinema, vol. 2, Novara, De Agostini, 1984.
- Achille Boroli e Rodolfo Boroli (a cura di), Il cinema. Grande storia illustrata, vol. 4, Novara, De Agostini, 1982.
- Gianni Canova (a cura di), Le Garzantine. Cinema, Milano, Garzanti, 2013, ISBN 9788811137924.